# Bambolinetta lignitifila
Bambolinetta lignitifila — викопний вид гусеподібних птахів родини качкових (Anatidae), що існував у кінці міоцену в Європі.

## Скам'янілості
Скам'янілі рештки птаха знайдено у 1868 році містечку Монтебамболі у провінції Тоскана на півночі Італії. Було виявлено неповний череп, праве крило, фрагменти хребта і правої ноги. Першим фосилії дослідив Томмазо Сальвадорі, який відмітив, що птах поєднує у собі риси качкових та алькових. Рештки класифікував у 1884 році італійський палеонтолог Алессандро Портіс і описав новий вид Anas lignitifila у роді качка (Anas). Згодом жодних досліджень над рештками не проводились, поки у 2014 році Джеральд Майр і Марко Павія не опублікували статтю. У ній вони показали, що вид має морфологічні ознаки, яких немає в жодного качкового птаха. Тому вид виокремили у рід Bambolinetta.
Голотип зберігається в Музеї геології і палеонтології Туринського університету.

## Палеоекологія
Тоскана у кінці міоцену була частиною Тоскано-Сардинійсьного острова. Bambolinetta lignitifila був острівним видом, як у ході еволюції втратив здатність до польоту. Птах був хорошим пірнальником, а для плавання використовував не лапи, а крила (як це роблять сучасні пінгвіни).